# Ilse Bois

Ilse Bois auf einer Fotografie von Nicola Perscheid

Ilse Bois (* 11. März 1896 als Else Ilse Boas in Schöneberg; † 22. August 1960 in London, Vereinigtes Königreich) war eine deutsch-US-amerikanische Kabarettistin, Schauspielerin und Parodistin.

## Leben und Wirken
Die Tochter des Kaufmanns Philipp Boas und seiner Frau Martha, geb. Saul, begann wie ihr fünf Jahre jüngerer Bruder Curt Bois ihre künstlerische Laufbahn mit Kinderrollen im Theater. Beide Geschwister traten oft gemeinsam auf, so auch 1911 im Circus Busch, wo sie in dem Shakespeare-Stück Richard II. zu sehen waren. Danach, vor allem zwischen 1912 und 1918, wirkte Ilse Bois in vielen humoristischen Stummfilmen mit und trat in Otto Reutters Palast-Theater am Zoo auf.
Mit Beginn der Weimarer Republik konzentrierte sich Bois auf die Kabarett-Arbeit. Sie feierte Erfolge an Trude Hesterbergs Wilder Bühne und an Kurt Robitscheks Kabarett der Komiker (KaDeKo), dem sie bis zur erzwungenen Schließung 1933 angehörte. Als Juden mussten die Geschwister Bois Deutschland 1933 fluchtartig verlassen; sie übersiedelten gemeinsam mit Kurt Robitschek nach Wien.
In den folgenden Jahren pendelte die Komikerin, Diseuse und Kabarettistin für Gastspiele zwischen mehreren westeuropäischen Staaten. Anfang Dezember 1934 führte sie ein Gastspiel erstmals in die USA. Im darauf folgenden Jahr ging sie nach London, um dort eine Revue aufzuführen. Im Mai 1936 übersiedelte Ilse Bois in die USA. Hier heiratete sie 1938 ihren ebenfalls emigrierten Kollegen Robitschek und ließ sich mit ihm in New York City nieder, wo sie sich seit 1937 mühsam als Kabarettistin (unter anderem am neugegründeten KaDeKo im Pythian Theatre) und im Rahmen sogenannter bunter Abende über Wasser halten konnte. Nebenher spielte sie aber auch klassisches Theater (so 1938 in dem Stück Algiers). Ihren letzten US-Erfolg landete sie 1945 am New Yorker Master Theatre mit einem Löhner-Beda-Sketch im Rahmen eines Exilanten-Programms. Im selben Jahr erhielt sie die US-amerikanische Staatsbürgerschaft.
1946 kehrte Ilse Bois nach London zurück. Nachdem Kurt Robitschek 1950 gestorben war, heiratete sie im Jahr darauf den Schauspieler Michael Rittermann. Anders als ihr Bruder Curt kehrte Ilse Bois nicht mehr nach Deutschland zurück. Sie starb im August 1960 in London und nicht, wie häufig im Internet zu lesen ist, im März 1961.

## Filmografie
- 1912: Zwischen zwei Herzen (Kurzfilm)
- 1913: Der geheimnisvolle Club (Kurzfilm)
- 1913: Das verschleierte Bild von Groß-Kleindorf (Kurzfilm)
- 1913: In Vertretung (Kurzfilm)
- 1914: Der Flug in die Sonne
- 1914: Ein Abenteuer im Eisenbahnzug (Kurzfilm)
- 1914: Ilses Verlobung
- 1915: Das Alte Lied
- 1915: Tillas Vormund
- 1915: Das Sportsmädel
- 1915: Durchlaucht, der Reisende
- 1916: Die Töchter des Eichmeisters
- 1916: Ilse, die Millionenbraut (auch Produktion, Kurzfilm)
- 1916: Bobby als Amor
- 1916: Titanenkampf
- 1917: Das unruhige Hotel (Kurzfilm)
- 1917: Max und Moritz von heute: Der Haupttreffer
- 1917: Abenteuer im Warenhaus (Kurzfilm)
- 1917: Ehestiftung mit Hindernissen (Kurzfilm)
- 1918: Der Bruder der Schwester (Kurzfilm)
- 1918: Eine tolle Ratte
- 1919: Moritzplatz 5, eine Treppe (Kurzfilm)
- 1919: Nie sollst Du mich befragen (Kurzfilm)
- 1919: Ein Patentmädel (Kurzfilm)
- 1919: Hurra, sie hat’s erreicht (Kurzfilm)
- 1927: Der Geisterzug